# Mimozotale javanica
Mimozotale javanica är en skalbaggsart som beskrevs av Stefan von Breuning 1956. Mimozotale javanica ingår i släktet Mimozotale och familjen långhorningar. Inga underarter finns listade i Catalogue of Life.